# Tucker Glacier
Tucker Glacier är en glaciär i Antarktis. Den ligger i Östantarktis. Nya Zeeland gör anspråk på området. Tucker Glacier ligger 86 meter över havet.
Terrängen runt Tucker Glacier är varierad. Trakten är obefolkad. Det finns inga samhällen i närheten.